# Radosław Krajewski
Radosław Andrzej Krajewski – polski prawnik, dr hab. nauk prawnych, profesor uczelni i dziekan Wydziału Prawa i Ekonomii Uniwersytetu Kazimierza Wielkiego.

## Życiorys
Ukończył naukę w Liceum Ogólnokształcącym w Rypinie, a w 1998 studia w zakresie prawa na Uniwersytecie Mikołaja Kopernika w Toruniu, 21 stycznia 2003 obronił pracę doktorską Prawna ochrona życia człowieka w prawie polskim i prawie kanonicznym. Studium porównawcze nad zagadnieniami kontrowersyjnymi, 19 kwietnia 2011 habilitował się na podstawie pracy zatytułowanej Prawa i obowiązki seksualne małżonków. Studium prawne nad normą i patologią zachowań.
Został zatrudniony na stanowisku profesora nadzwyczajnego w Szkole Wyższej im. Pawła Włodkowica w Płocku, w Instytucie Prawa, Administracji i Zarządzania na Wydziale Administracji i Nauk Społecznych Uniwersytetu Kazimierza Wielkiego, oraz na Wydziale Administracji Wyższej Szkole Humanistycznej i Ekonomicznej we Włocławku.
Jest profesorem uczelni i dziekanem na Wydziale Prawa i Ekonomii Uniwersytetu Kazimierza Wielkiego.
Jest autorem kilkudziesięciu publikacji z zakresu prawa.